# 今村正樹
今村 正樹（いまむら まさき、1953年（昭和28年）1月21日 - ）は、日本の編集者、実業家。株式会社偕成社代表取締役社長。旧姓：永野。

## 経歴
東京都出身。永野正・貞子夫妻の長男として生まれ、小学校の一時期と大学時代を除き東京で育つ。麻布中学校・高等学校を経て、1976年（昭和51年）東北大学法学部卒業。損害保険会社（東京海上）勤務を経て、1980年（昭和55年）児童書の老舗出版社・偕成社に入社。1982年（昭和57年）シラキュース大学西洋美術史のB.A.取得、美術史学科卒業。1992年（平成4年）偕成社社長に就任。2014年（平成26年）1月一般社団法人出版梓会理事長に就任。

## 人物
妻は先代社長今村廣の次女・純子。なお今村廣（旧姓：松村）も男子がいなかった義父・今村源三郎の後を継いで社長となったため、源三郎から廣へ、廣から正樹へと婿養子で社長がリレーされている。
人生の指針とする本は、カレル・チャペックの『園芸家の一年』。